# Gervase Elwes
Gervase Elwes (Billing Hall, Regne Unit, 15 de novembre de 1866 – 12 de gener de 1921 mort en accident de ferrocarril a la rodalia de Boston, Estats Units) fou un tenor anglès. En els anys de joventut va pertànyer al cos diplomàtic d'Anglaterra, estudis de la qual simultaniejà amb la música i el cant. Aquest últims els perfeccionà a Viena, París, Múnic i Londres. El 1903 abraçà decididament la carrera artística, després de fer amb gran èxit la seva presentació al públic com a tenor de concert en una festa benefica celebrada a Londres. Recorregué amb èxit creixent les principals ciutats d'Anglaterra, Alemanya i l'Amèrica del Nord. Fou justament durant una gira artística celebrada en aquest últim país quan li va ocórrer l'accident que li costà la vida. En els anys 1930 li fou col·locat un bust d'aquest artista en la sala de concerts londinenca de Queen Hall.